# Provincia de Túquerres
La provincia de Túquerres fue una división administrativa y territorial de la República de la Nueva Granada, creada por medio de la ley del 8 de junio de 1846 con los cantones centrales de la provincia de Pasto. La provincia existió hasta el 22 de mayo de 1855, cuando fue suprimida y su territorio reintegrado a la provincia de Pasto.

## Geografía

### Límites
Al momento de su erección, Túquerres confinaba con las siguientes provincias (siguiendo el sentido de las agujas del reloj): Popayán, Pasto, Barbacoas y las provincias fronterizas de Ecuador. Los límites entre provincias no estaban del todo claros, pero Agustín Codazzi durante las expediciones que se llevaron a cabo durante la Comisión Corográfica (1850-1859), realizó una minuciosa descripción de los linderos, así como de la geografía de la mayoría de las provincias que conformaban la República de la Nueva Granada.
A grandes rasgos, los límites que correspondían a la provincia de Túquerres en 1855 comenzaban en el punto llamado El Estrecho (Hoz de Minamá), y de allí continuaba a la confluencia del río Guáitara en el Patía, siguiendo el curso del primero hasta la boca del Andesmayo y por este hasta su origen. De allí el límite continuaba por la cumbre de la Cordillera Oriental pasando por el cerro San Francisco y la quebrada homónima hasta el río Chunquer. Enseguida por la quebrada Pun subiendo hasta los cerros Troya y Quinta, donde encontraba la quebrada Tejada hasta su confluencia con el Rumichaca y de allí hasta el Guáitara y el volcán Chiles. Luego por la quebrada Aguahedionda hasta el río Mayasquer y por este hasta encontrar la cordillera que divide las aguas que bajan al Mira de las que van al San Juan.
De este punto, la boca del San Juan en el Mira, recorría las cumbres de la cordillera hasta llegar al cerro Carrizal, luego por la quebrada Pialque, atravesaba el Yalambí y continuaba hasta la cabecera del río La Vega. Después pasando por los ríos Chucures hasta su boca y el Pususquer, seguía al cerro Cartagena y de allí al cerro Quesbí, donde encontraba la cabecera del río Yambí. Aguas abajo por este hasta el Telembí, y el curso de este hasta su unión con el río Yaguapí, subía al cerro Sotomayor y continuaba al río Patía.

### Aspecto físico
La provincia de Túquerres comprendía lo que actualmente es la parte central y sur del departamento colombiano del Nariño. El territorio era altamente montañoso, pues se encontraba inmerso entre las cumbres de las cordilleras Cordillera Occidental y Cordillera Central de la actual Colombia. Sin embargo existían dos zonas planas propicias para el cultivo de productos de alta montaña: el Altiplano Nariñense y el Altiplano de Túquerres e Ipiales, ambos muy cercanos a la capital provincia. En tanto al norte, la característica predominante era la Hoz de Minamá, un profundo cañón creado por la erosión del río Patía.

### División territorial

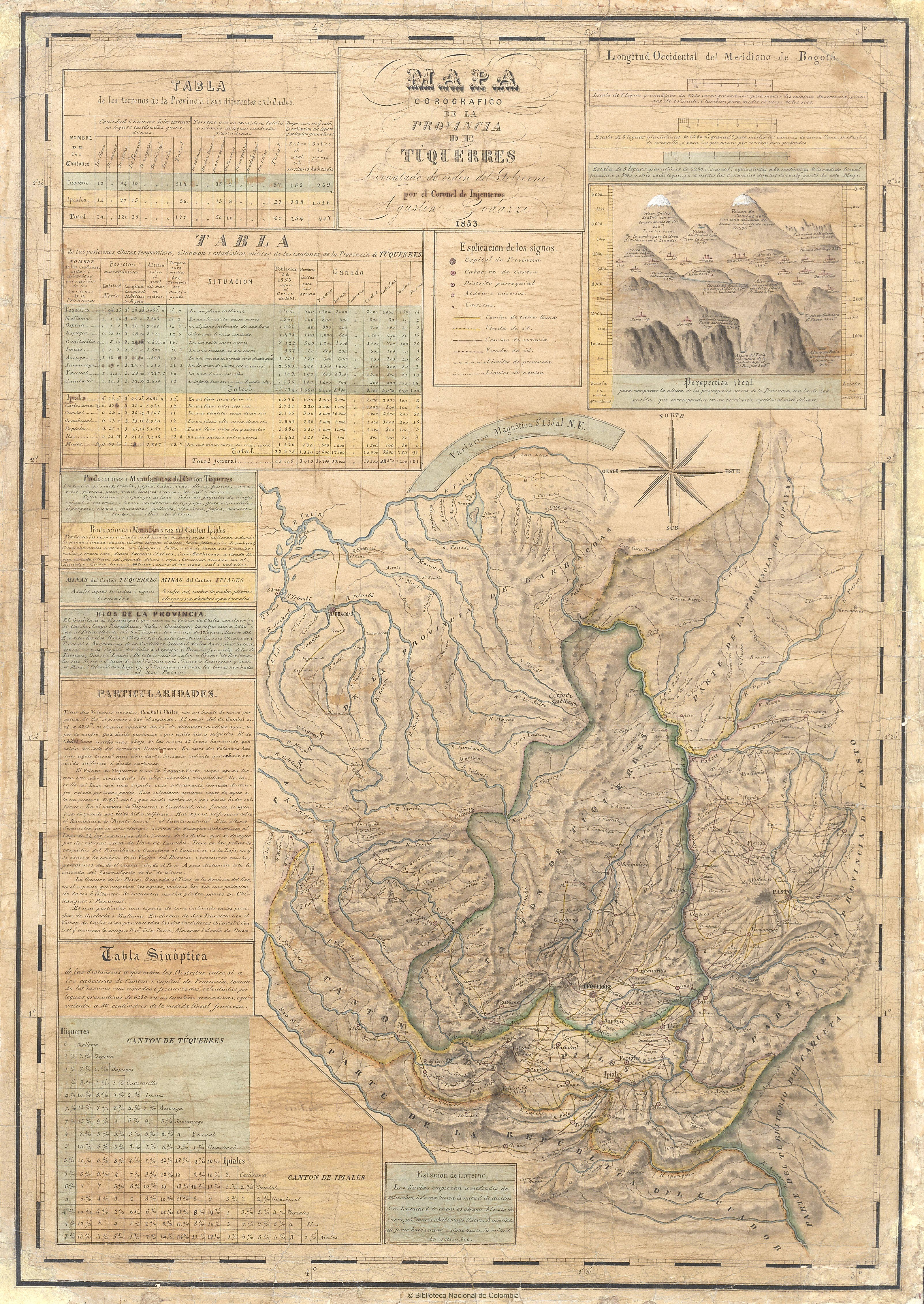
Provincia de Túquerres en 1853.

La provincia durante su existencia estuvo dividida en los cantones de Túquerres e Ipiales. Ambos estaban divididos en distritos parroquiales y aldeas, de la siguiente manera:
- Cantón de Túquerres: Túquerres, Ancuyá, Guachaves, Guachucal, Guaitarilla, Imués, Mallama, Ospina, Samaniego, Sapuyes y Yascual.
- Cantón de Ipiales: Ipiales, Carlosama, Cumbal, Iles, Males y Pupiales.

## Demografía
En 1843, la provincia contaba con 35 724 habitantes. Según el censo de 1852, la provincia contaba con 43 107 habitantes, de los cuales 20 577 eran hombres y 22 530 eran mujeres.